# بلچ (لوئیزیانا)
بلچ (به انگلیسی: Belcher) شهری در ایالت لوئیزیانا کشور ایالات متحده آمریکا است که جمعیت آن در سرشماری سال ۲۰۱۰ میلادی، ۲۶۳ نفر بوده‌است.